# 洛阳道
洛阳道是中国天津市和平区五大道地区的一条街道，修筑于1925年至1926年，原属天津英租界。洛阳道东到澳门路，西到湖南路，全长552米，宽7米到10米，南北两侧分别与重庆道和成都道平行。目前，洛阳道地区是天津市历史风貌建筑的聚集地之一，大量的名人故居坐落于此。

## 历史
洛阳道所在地域原是天津老城东南的一片沼泽洼地，散落着一些窝棚式的简陋民居。1903年，天津英租界工部局在获得洛阳道所在区域。1925年至1926年期间，天津英租界工部局结合海河清淤工程，对洛阳道所在区域进行填筑使之成为适合天津城市建设的用地。1929年至1932年，天津英租界工部局修筑此路并命名为达克拉道（Douglas Road），又称“43号路”。此后，两侧迅速形成大片高级住宅区，绿化良好，建筑风格属于各种不同的欧洲式样。1943年，日本占领天津后，达克拉道改称“兴亚二区43号路”。1946年，天津市政府光复后以河南省洛阳市将其统一命名为洛阳道至今。

## 现况与发展
洛阳道目前东到澳门路，西到湖南路，全长552米，车行道平均宽度为7米到10米，人行道宽1.5米至13米，由于道路比较狭窄，洛阳道一直作为单行道使用。南北两侧分别与重庆道和成都道平行。由于洛阳道街区被纳入天津历史文化街区的保护规划，因此未来将保持现有风貌不会拓宽。除非规划改变。

## 沿街著名建筑
洛阳道现存比较著名的建筑有：
- 天津市文物保护单位：曹锟旧居，重庆道45号[3]
- 马家楼
- 牛津别墅
- 先农大院

## 交汇道路
目前，与洛阳道相交汇的主要道路有：
- 澳门路 原西德尼道（Sydney Road ）
- 新华路 原牛津道（Oxford Road ）
- 南海路 原摩西道（Mersey Road ）
- 河北路 原威灵顿道（Wellington Road ）
- 湖南路 原西芬道（Severn Road ）